# Paolo De Santis
Paolo De Santis (Milano, 17 gennaio 1979) è un doppiatore e direttore del doppiaggio italiano.

## Biografia
È nato e cresciuto a Milano, dove ha anche studiato presso il CTA (Centro Teatro Attivo). Lavora tra Milano e Roma e il suo doppiaggio interessa film, telefilm, serie animate e videogiochi; in quest'ultimo campo è noto soprattutto per essere la voce di Altair, protagonista di Assassin's Creed, Booker Dewitt, protagonista di BioShock Infinite, Piers Nivans di Resident Evil 6 e Alex Mason protagonista di Call of Duty: Black Ops e Call of Duty: Black Ops II. È anche la voce di Jhin in League of Legends, e di Cypher in Valorant. È stato la voce ufficiale dei promo del canale Paramount Comedy, dal 2004 al 2007.
Dal 2007 è lo speaker ufficiale del canale Comedy Central. È stato anche lo speaker ufficiale di Italia 2 dal 2011 al 2013.
Dal 2017 è sposato con la doppiatrice Gea Riva dalla quale ha avuto una figlia, Margherita, nel 2019.

## Doppiaggio

### Cinema
- Oscar Isaac in Robin Hood, Una scuola per Malia, X-Men - Apocalisse
- 50 Cent in Escape Plan - Fuga dall'inferno, Escape Plan 2 - Ritorno all'inferno
- Emile Hirsch in L'ora nera
- Jackson Rathbone in S. Darko
- Giovanni Ribisi in Masked and Anonymous
- Edi Gathegi in X-Men - L'inizio
- Chiwetel Ejiofor in American Gangster
- Kal Penn in Homeland Security
- Kid Pardue in An American Crime
- Ty Pennington in Svalvolati on the road
- Patrick Fugit in Wristcutters - Una storia d'amore
- Alan Mckenna in The Commander
- Tom Lass in Porky College 2: sempre più duro
- Aldis Hodge in Jack Reacher - Punto di non ritorno
- James Corden in Into the Woods
- Dov Tiefenbach in The Dark Hours
- Gene Woo-Park in Three... Extremes
- Sr. B in Rec 3 - La genesi
- Deepak Dobriyal in Dabangg 2
- Shō Sakurai in Yattaman - Il film
- Andy Bean in It - Capitolo due
- Carlos Miranda in Art Squad - Gli artisti del furto

### Film d'animazione
- Kristoff in Frozen - Il regno di ghiaccio, Frozen Fever, Frozen - Le avventure di Olaf, Frozen II - Il segreto di Arendelle
- Shinji Matou in Fate/stay night: Heaven's Feel - I. presage flower, Fate/stay night: Heaven's Feel - II. lost butterfly
- Johnny Black in Sword Art Online: Progressive - Aria of a Starless Night, Sword Art Online: Progressive - Scherzo of Deep Night
- Oriolli, Oleno e Fotografo Melanzane - Estate andalusa
- Dr. Tanner Rice e Q-Bots in Next Gen
- Filo in Delgo e il destino del mondo
- Scricciolo (canto) in Capitan Sciabola
- Kiba Inuzuka in Naruto Shippuden - Eredi della Volontà del Fuoco, The Last: Naruto the Movie
- Jun Aoi in Mobile Battleship Nadesico
- Lanterna Verde in Justice League: La crisi dei due mondi
- Shogo Yahagi in Megazone 23
- Skiver in Dino e la macchina del tempo
- Rat Pit in Gaturro
- Snowy ne Il segreto di Babbo Natale
- Costantine in Muppets 2 - Ricercati
- Gemini ne I Cavalieri dello zodiaco - La leggenda del Grande Tempio
- Benny in Top Cat e i gatti combinaguai
- Bubbles in SpongeBob - Fuori dall'acqua
- Pedro in Pedro: Galletto coraggioso
- Speaker VNC in Minions
- Harold Hutchins in Capitan Mutanda - Il film
- Signore dei Giochi in Teen Titans Go! Vs. Teen Titans
- X Drake in One Piece Stampede - Il film
- Stitch in Lilo & Stitch

### Serie televisive
- François Arnaud in I Borgia, Midnight, Texas
- Brett Dalton in Agents of S.H.I.E.L.D.
- Stephen Lobo in Continuum
- Barkhad Abdirahman in Fargo
- Matt Shively in True Jackson, VP
- James Maclurcan in Power Rangers Operation Overdrive
- Ty Pennington in Extreme Makeover: Home Edition
- Andy Kusnetzoff in Extreme Makeover: Home Edition Latin America
- Dan Wells in Watch Over Me
- Milo Cawthorne in Power Rangers RPM
- Alex Heartman in Power Rangers Samurai
- Scott Michael Foster in C'era una volta
- Jeremy Rowley (ep 2x21), Bryan Coffee, Stephen Full, Alex Schemmer, Jack Siegel, Scott Dreier, Martin Klebba, Jesse Erwin, Christian S. Anderson, Daniel Booko, Jim Parsons, Louis Tomlinson, Jason Gibbs e Noah Weisberg in iCarly
- Kenan Thompson in iParty con Victorious
- Mark St. Cyr in High School Musical: The Musical - La serie
- Rob Dyrdek in Ridiculousness - Veri American Idiots
- Ryan Carter in Power Rangers Dino Charge
- Carter Hudson in Snowfall
- Wayne Carpendale e Christian Feist in Tempesta d'amore
- Ross Butler in Tredici
- Cornelius Smith Jr. in Scandal
- Sacha Dhawan in The Great
- Roger Berruezo in Una vita
- Felipe Colombo in Rebelde Way (2º doppiaggio)
- Santiago Stieben in Once - Undici campioni
- Kayvan Novak in What We Do in the Shadows
- Jorge Garcia in How I Met Your Mother
- Winston Story in Victorious

### Serie animate
- Alpen Rose (Plantan)
- Animali in mutande (Howie)
- Ano Hana (Atsumu "Yukiatsu" Matsuyuki)
- Aquarion (Apollo)
- Assassination Classroom  (Korosensei)
- Ayashi no Ceres (Tomonori)
- Bakugan Battle Brawlers: New Vestronia (Shadow Prove)
- Barbapapà (Barbabarba)
- Batman: The Brave and the Bold, Justice League Unlimited (Booster Gold)
- Beelzebub (Hajime Kanzaki)
- Beyblade Metal Fusion (Ryuga)
- Bleach (Jin Kariya)
- Blue Lock (Jinpachi Ego)
- Camp Lakebottom (Squirt)
- Captain Tsubasa (Shun Nitta)
- Comic Party (Taishi Kuhonbutsu)
- Cuccioli cerca amici - Nel regno di Pocketville (Spot)
- Danny Phantom (Danny Fenton)
- Demon Slayer (Gyokko)
- Dream Team (Hideyoshi Noro)
- Dr. Stone (Dr. Xeno Houston Wingfield)
- DuckTales (Qui, Panchito Pistoles)
- Dreamkix (De Santis)
- Elena di Avalor (Zuzo)
- Ever After High (Hunter Huntsman)
- Fate/stay night Unlimited Blade Works (Shinji Matou)
- Fire Force (Huo Yan Li)
- Fullmetal Alchemist (Kain Fury)
- Full Metal Panic! (Leonard Testarossa)
- Fushigi yûgi (Testuya)
- Gatto contraffatto (Max)
- Gintama (2^voce di Sakamoto Tastuma)
- Gli Abissi (Professor Fiction)
- Gormiti (Sommo Luminescente)
- Gormiti, che miti (Toby)
- Gundam: Requiem for Vengeance (Kneeland Lesean)
- Haikyu!! (Yukinari Mori e Il telecronista del torneo nazionale)
- Hamtaro (Tartuga)
- Hot Wheels: Highway 35 World Race (Vert Wheeler)
- Hello Kitty - Alla ricerca delle mele magiche, Hello Kitty - Il bosco dei misteri (Peckle)
- Happy Lucky Bikkuriman (Wolflie)
- Harvey Beaks (Dade)
- I Cavalieri dello zodiaco - Saint Seiya - Hades: (Ade)
- I viaggi di Sullivan (Benji)
- Il mondo di Leo (Guido Paoletti)
- Inazuma Eleven GO (Zabor Ricker)
- Inferno e paradiso (Masataka Takayanagi)
- Iron Man l'invincibile (James "Rhodey" Rhodes/War Machine)
- Il segreto della sabbia (George Buxton)
- Il mio amico Rocket (Scuds Ducky)
- Jacob due due (Vachemuscoli e Duchesne)
- Kikoriki (Jumpy)
- Koala Man (Kevin Williams/Koala Man)
- Kung Fu Panda - Mitiche avventure (Pang Feng)
- La Banda dei Super Cattivi (Red Menace)
- Le avventure di Piggley Winks (Fernando "Ferdy" Toro)
- Lego Monkie kid (Sun Wukong/Re Monkey)
- L'armadio di Chloé (Sig. Copertino)
- La Grande B! (Happy W. Higgenbottom)
- Le scelte di Chuck (UD)
- Littlest Pet Shop (Vinny Terrio)
- Lupo (Lupo)
- Mermaid Melody - Principesse sirene (Napoleone)
- My Little Pony - L'amicizia è magica (Cheese Sandwich, Braeburn, Fulmine)
- Naruto, Naruto: Shippuden (Kiba Inuzuka e Gamatatsu)
- One Piece (Gol D. Roger, seconda voce di Sengoku e X Drake e Crocodile, terza voce di Donquijote Doflamingo, quarta di Arlong)
- Overlord (Eclair Ecleir Eicler)
- Peppa Pig (Signor Volpe)
- Pokémon Chronicles (Jimmy)
- Pokémon Sole e Luna (Professor Kukui)
- Polly Pocket (Papà Pocket)
- PopPixie (Livy e Justin)
- PsicoVip (SuperVip)
- Record of Lodoss War (Elfo Oscuro)
- Rocket Power - E la sfida continua... (Sputz Ringley)
- Romeo × Juliet (Mercuzio)
- Samurai 7 (Rikichi)
- Shaman King (Nichrom)
- Shugo Chara - La magia del cuore (Kukai Souma)
- Slash (Isaia)
- Star Wars: The Clone Wars (Saw Gerrera)
- Stitch! (Stitch)
- Spooky Wolf (Spooky Wolf)
- Sugar Sugar Rune (Duke/Poivre)
- Sword Art Online (Diabel[2], prima voce di Kikuoka Seijirou)
- Sugarbunnies (PandaBunny)
- T.U.F.F. Puppy (Granita)
- Tak e la magia Juju (Keeko)
- That Time I Got Reincarnated as a Slime (Kabar, Ifrit e Gobzo)
- The Lion Guard (Badili)
- Kuroko's Basket (Narratore)
- Topo Gigio (Tatum)
- Topolino e gli amici del rally  (Panchito Pistoles in un episodio)
- Transformers: Prime (Jackson "Jack" Darby)
- Unicorn Academy (Fernakus)
- Winx Club (Obscurum / Argen)
- Yu-Gi-Oh! (Valon)
- Yu-Gi-Oh! GX (Jim Cook, Elroy Prescot, voci varie)
- Yu-Gi-Oh 5D'S (Yusei Fudo)
- Yu-Gi-Oh! Arc-V (Zarc versione flashback)
- Zatch Bell! (Parco Folgore)
- Zigby (Bertie)
- Zoids (Toros)
- Win or Lose (Frank)

### Videogiochi
- Ace Combat: Assault Horizon (Andrei Markov)[3]
- Advance Wars 1+2: Re-Boot Camp (Max)[4]
- Anthem (Matthias Sumner)[5]
- Assassin's Creed (Altaïr Ibn-La'Ahad)[6]
- Assassin's Creed II (Antonio Maffei, Federico Auditore)[7]
- Assassin's Creed: Bloodlines (Altaïr Ibn-La'Ahad)[8]
- Assassin's Creed: Brotherhood (Federico Auditore)[9]
- Assassin's Creed Mirage (Schiavista ubriaco)[10]
- Assassin's Creed: Revelations (Altaïr Ibn-La'Ahad da giovane)[11]
- Assassin’s Creed Shadows (Hattori Hanzo)[12]
- Assassin's Creed: Unity (Guillame Beylier)[13]
- Assassin's Creed: Valhalla (Varin e leofrith)[14]
- Avencast: Rise of the Mage (Rufus e Hubertus)[15]
- Batman: Arkham Origins (Alberto Falcone)[16]
- BioShock Infinite (Booker DeWitt)[17]
- Borderlands (Roland)[18]
- Borderlands 2 (Roland)[19]
- Borderlands: The Pre-Sequel (Roland)[20]
- Brothers in Arms: Earned in Blood (Jacob Campbell)[21]
- Brothers in Arms: Hell's Highway (Jacob Campbell)[22]
- Caesar IV (Risorse, Attore, Addestratore di Animali, Sarto, Vasaio e Scavatore di Sabbia)[23]
- Call of Duty 2 (Soldato MacGregor)[24]
- Call of Duty 3 (Joakim Rudinski)[25]
- Call of Duty: Black Ops (Alex Mason)[26]
- Call of Duty: Black Ops 2 (Alex Mason)[27]
- Call of Duty: Black Ops Cold War (Naga e Carver)[28]
- Call of Duty: Black Ops 6 (Tenente colonnello Bannon e padre di Jane)[29]
- Call of Duty: WWII (Paul Daniels)[30]
- Call of Juarez (Billy Candle)[31]
- Codename: Panzers Phase II (Sergio de Angelis)[32]
- Command & Conquer 3: Tiberium Wars (Tutorial)[33]
- Crash of the Titans (Crash Bandicoot)[34]
- Cyberpunk 2077 (Ziggy Q)[35]
- Cyberpunk 2077: Phantom Liberty (Hasan Demir)[35]
- Dead Rising 3 (Kenny Dermot)[36]
- Dead Rising 4 (Tom Pickton)[37]
- Dead Rising Deluxe Remaster (Adam Macintyre)[38]
- Detroit: Become Human (Androide di Carlos)[39]
- Deus Ex: Mankind Divided (Radich Nikoladze)[40]
- Diablo III (Mago)[41]
- Diablo III: Reaper of Souls (Mago)[41]
- Doom (Portavoce UAC)[42]
- Driver 76 (Elmo)[43]
- Driver: Parallel Lines (TK)[44]
- Eragon (Murtagh)[45]
- F1 2012 e F1 2013 (Voce annuncio Hot Lap)[46][47]
- Fahrenheit (Markus Kane bambino e Tommy)[48]
- Far Cry 2 (Warren Clyde)[49]
- Far Cry 4 (Raby Ray Rana)[50]
- Far Cry 5 (Kyan Chavez "Joker")[51]
- Fast & Furious: Spy Racers - Rise of SH1FT3R (Frostee Benson e Bone Grinder)[52]
- Final Fantasy XVI (Ultima, Alain)[53]
- Gigantosaurus: Dino Sports (Ignatius)[54]
- Gormiti: Gli eroi della natura (Toby / Signore del mare)[55]
- GRID (ingegnere di gara)[56]
- Grid: Legends (Ryan McKane)[57]
- Harry Potter e i Doni della Morte - Parte 2 (Draco Malfoy)[58]
- Harry Potter e il calice di fuoco (Cedric Diggory)[59]
- Harry Potter e il principe mezzosangue (Draco Malfoy)[60]
- Harry Potter e l'Ordine della Fenice (Draco Malfoy)[61]
- Hearthstone (La bestia, Capitano pelleverde, Imp del sangue, Recluta mano d'argento, Vate della Rovina, Alfred, Druido della zanna e Sensei di ferro)[62]
- Heroes of Might and Magic V (Nicolai, Gilraen e Galan)[63]
- Heroes of the Storm (Kael'thas Solealto, Genji)[64]
- Homefront (Soldato #2)[65]
- Hyrule Warriors: L'era della calamità (Principe Sidon)[66]
- Il professor Layton e lo scrigno di Pandora (Anton, Sammy)[67]
- Il professor Layton e il futuro perduto (Clive)[68]
- Inazuma Eleven (David Samford)[69]
- Inazuma Eleven 2 (Nathan Swift)[70]
- Inazuma Eleven 3 (Nathan Swift e Caleb Stonewall)[71]
- Inazuma Eleven Strikers (Nathan Swift)[72]
- Infamous (Zeke Dunbar)[73]
- Infamous 2 (Zeke Dunbar)[74]
- Infamous: Second Son (Zeke Dunbar)[75]
- Injustice 2 (Michelangelo)[76]
- Jumanji: Wild Adventures (Franklin "Mouse" Finbar)[77]
- Keepsake: Il mistero di Dragonvale (Zak)
- League of Legends (Jhin il Virtuoso)
- Lego City Undercover (Frank Honey)
- LEGO DC Super-Villains (Arsenal)[78]
- LEGO Star Wars: La saga degli Skywalker (Ian Solo)[79]
- LEGO DC Super-Villains (2018)
- Mario + Rabbids Sparks of Hope (Rabbid Mario e Alchemio)[80]
- Marvel's Guardians of the Galaxy (Rocket)[81]
- Mirror's Edge (Jacknife)[82]
- Monster Hunter: World / Monster Hunter World: Iceborne (Spavaldo di Classe-A)[83]
- Mortal Kombat X (Takashi Takeda)[84]
- Mortal Kombat 11 (Ermac)[85]
- Mortal Kombat 1 (Ermac / Jerrod, addetto al ciak)[84]
- Need for Speed: Most Wanted (Toru Sato, Earl)[86]
- New World (Atreus, Geoff, Olivera, Kim, Suen)[87]
- New York Crimes (Henry White)
- Outriders (Dr. Nathan Scurlock e rapitore di Zahedi)[88]
- Overwatch (Genji Shimada)[89]
- Overwatch 2 (Genji Shimada)[90]
- Panzers Phase II (Sergio De Angelis)
- Petz Horse Club (Presentatore)[91]
- Quantum Break (Charle Wincott)[92]
- Quantum of Solace[93] (Carter)
- Ratchet & Clank (Skidd McMarx)
- Remember Me (Edge)[94]
- Resident Evil 6 (Piers Nivans)[95]
- Sekiro: Shadows Die Twice (Doujun)[96]
- Shrek terzo (Ciuchino)[97]
- Shrek - E vissero felici e contenti (Ciuchino)[98]
- Singularity (James Devlin)
- Sparta - La battaglia delle Termopili (Hazem)
- Spider-Man: Amici o nemici (Pugno d'acciaio)[99]
- Spider-Man: Il regno delle ombre (Electro)[100]
- Split Fiction (Re dei Ghiacci e Guardiano)[101]
- Starcraft II - Legacy of the Void (Valerian Mengsk)[102]
- The Legend of Spyro Series (Sparx)
- Starlink: Battle for Atlas (Peppy Hare)[103]
- Super Mario Bros. Wonder (Fiori parlanti)[104]
- The Darkness II (Plunk)[105]
- The Dark Pictures: Little Hope (reverendo Carlson)[106]
- The Evil Within 2 (Julian Sykes)[107]
- The Last of Us (Personaggi vari)
- The Elder Scrolls V: Skyrim (Florenzio Baenius)
- Titanfall 2 (Davis)[108]
- Tom Clancy's Splinter Cell: Conviction (Tom Reed)
- Ultimate Spider-Man (Electro)
- Unknown 9: Awakening (Vincent) [109]
- Starcraft II (Valerian Mengsk)
- Uncharted 2 (Jeff)[110]
- Valorant (Cypher)
- WarioWare: Get It Together! (Cricket e 18-Volt)[111]
- WarioWare: Move It! (Mike, Cricket e 18-Volt)[112]
- World in Conflict (Tenente/Capitano Parker /Narratore missioni USA/Sergente Maggiore Watson)
- World of Warcraft (Voce di elfi del sangue)
- The Legend of Zelda: Breath of the Wild e The Legend of Zelda: Tears of the Kingdom (Principe Sidon)[113][114]

## Pubblicità
Spot TV Citroen C3 (2009) Mini Countryman